# El Tule, Hidalgo
El Tule är en ort i Mexiko.   Den ligger i kommunen Zimapán och delstaten Hidalgo, i den sydöstra delen av landet, 150 km norr om huvudstaden Mexico City. El Tule ligger 1 789 meter över havet och antalet invånare är 770.
Terrängen runt El Tule är huvudsakligen kuperad, men åt nordväst är den bergig. Runt El Tule är det ganska glesbefolkat, med 39 invånare per kvadratkilometer. Närmaste större samhälle är Zimapan, 2,4 km väster om El Tule. Trakten runt El Tule består i huvudsak av gräsmarker.